# Anaea johnsoni
Anaea johnsoni är en fjärilsart som beskrevs av Andrej Nikolajewitsch Avinoff och Shoumatoff 1941. Anaea johnsoni ingår i släktet Anaea och familjen praktfjärilar. Inga underarter finns listade i Catalogue of Life.